# ميخائيل أندرسون (لاعب كريكت)
ميخائيل أندرسون (11 ديسمبر 1916 في المملكة المتحدة - 10 مايو 1940) (بالإنجليزية: Michael Anderson)‏ هو لاعب كريكت بريطاني (وحمل سابقاً جنسية المملكة المتحدة لبريطانيا العظمى وأيرلندا). لعب مع نادي جامعة كامبريدج للكريكيت ‏.

## وصلات خارجية
- ميخائيل أندرسون على موقع إي آس بي آن كريك إنفو (الإنجليزية)